# Mine (unité)
Pour les articles homonymes, voir Mine.
Une mine (en grec ancien : μνᾶ / mna) est une unité de masse en Grèce antique dont la valeur varie entre les régions. À Athènes, elle équivaut à 606 grammes. C'est aussi une unité de compte monétaire — ne correspondant à aucune espèce monnayée — valant 100 drachmes, soit 432 grammes d'argent.

## Mesure
La mine s'inscrit dans le système pondéral grec antique suivant un système de valeur invariable : 1 talent vaut 60 mines ; 1 mine vaut 50 statères ou 100 drachmes ; 1 statère vaut 2 drachmes ou 12 oboles ; 1 drachme vaut 6 oboles ou un ½ statère ; 1 obole vaut 1/6e de drachme.

## Images

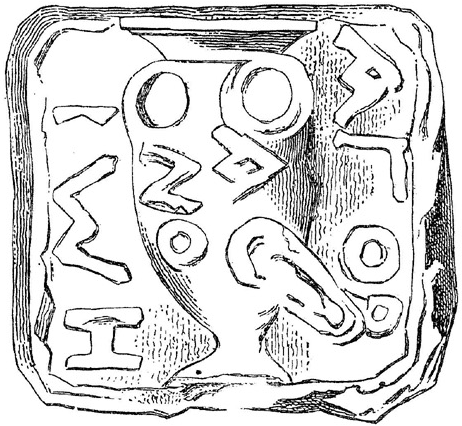
Mine d'Athènes.-
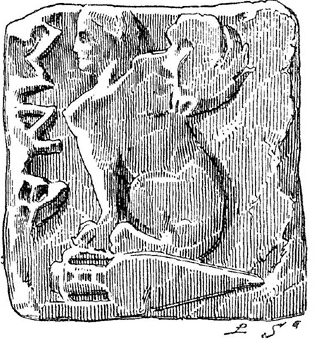
Mine de Chio.
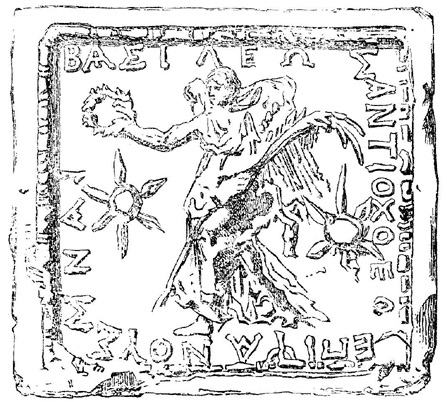
Mina d'Antiochos IV Épiphane.
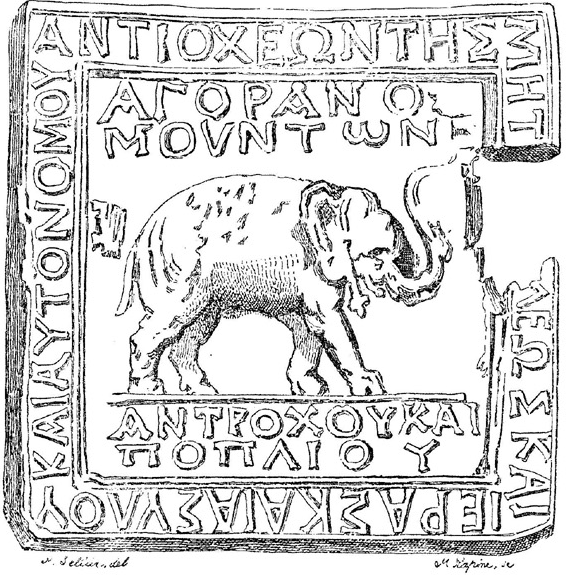
Mine d'Antioche.